# Bobby Collins
Bobby Collins (Govanhill, 1931. február 16. – 2014. január 13.) válogatott skót labdarúgó, fedezet, edző.

## Pályafutása

### A válogatottban
1950 és 1965 között 31 alkalommal szerepelt a skót válogatottban és tíz gólt szerzett. Részt vett az 1958-as svédországi világbajnokságon. 1951 és 1958 között 16 alkalommal szerepel a skót ligaválogatottban és 12 gólt szerzett.

### Edzőként
Az 1974–75-ös idényben a Huddersfield Town, az 1977–78-as idényben a Hull City, az 1984–85-ös idényben pedig a Barnsley vezetőedzője volt. 1970-es évektől az 1990-es évek végéig megszakításokkal, de folyamatosan a Leeds ifjúsági csapatainál dolgozott.

## Sikerei, díjai
- FWA az év labdarúgója: 1965

 Leeds United
- Angol bajnokság (First Division)
  - 2.: 1964–65, 1965–66
- Angol bajnokság (Second Division)
  - bajnok: 1963–64
- Angol kupa (FA Cup)
  - döntős: 1965
- Vásárvárosok kupája (VVK)
  - elődöntős: 1965–66